# Синдром Щелкунчика
Синдром Щелкунчика (англ. Nutcracker syndrome) чаще всего возникает в результате сдавления левой почечной вены (LRV) между брюшной аортой (AA) и верхней брыжеечной артерией (SMA), хотя существуют и другие варианты. Название происходит от того факта, что в сагиттальной и/или поперечной плоскости верхняя брыжеечная артерия и аорта (при некоторой доле воображения) напоминают орехокола, раздавливающего орех (почечную вену).
Существует широкий спектр клинических проявлений, а диагностические критерии четко не определены, что часто приводит к запоздалой или неправильной диагностике. Первое клиническое сообщение о феномене Щелкунчика появилось в 1950 году.
Это состояние не следует путать с синдромом верхней брыжеечной артерии, при котором происходит сдавление третьей части двенадцатиперстной кишки верхней брыжеечной артерией и аортой.

## Признаки и симптомы
Все признаки и симптомы НКС обусловлены обструкцией оттока левой почечной вены. Сдавление вызывает гипертензию почечной вены, что приводит к гематурии (которая может привести к анемии )  и боли в животе (классически боль в левом боку или в области таза ). Боль в животе может уменьшиться или усилиться в зависимости от положения тела. У пациентов также может наблюдаться ортостатическая протеинурия или наличие белка в моче в зависимости от того, как они сидят или стоят.
Поскольку левая гонадная вена дренируется через левую почечную вену, это также может привести к боли в левом яичке  у мужчин или боли в левом нижнем квадранте у женщин, особенно во время полового акта и во время менструации. Иногда отек гонадных вен может привести к синдрому яичниковых вен у женщин. Тошнота и рвота могут возникнуть из-за сдавления вен брюшной полости . Необычным проявлением NCS является образование варикоцеле и варикозное расширение вен нижних конечностей. Другое клиническое исследование показало, что синдром щелкунчика часто встречается у пациентов с варикоцеле, и, возможно, синдром щелкунчика следует регулярно исключать как возможную причину варикоцеле и тазового застоя. У женщин гипертония в левой гонадной вене также может вызывать усиление боли во время менструации.

## Причина
В нормальной анатомии LRV (левая почечная вена) проходит между SMA (верхней брыжеечной артерией) и AA (брюшной аортой) . Иногда LRV проходит позади AA и впереди позвоночника. NCS подразделяется на основе того, как проходит LRV, при этом передняя NCS представляет собой захват верхней брыжеечной артерией и AA, а задняя NCS представляет собой сдавление AA и позвоночником. NCS может быть вызван и другими причинами, такими как сдавление раком поджелудочной железы, забрюшинными опухолями и аневризмами брюшной аорты. Хотя существуют и другие подтипы, эти причины встречаются реже по сравнению с захватом SMA и AA. Пациенты с NCS, как правило, имеют высокий и худой рост, так как это может привести к уменьшению разрыва между SMA и AA для LRV.

## Диагноз
Синдром Щелкунчика диагностируется с помощью таких методов визуализации, как допплеровское ультразвуковое исследование (ДУИ), компьютерная томография (КТ), магнитно-резонансная томография (МРТ) и флебография. Выбор метода визуализации — это поэтапный процесс. DUS является первоначальным выбором после клинического подозрения, основанного на симптомах. Для последующего наблюдения используются КТ и МРТ, а если необходимо дополнительное подтверждение, то для подтверждения используется венография.

### Ультразвуковая допплерография
Хотя способность обнаруживать компрессию почечной вены зависит от положения пациента во время сканирования, ультразвуковое исследование с помощью ультразвукового исследования с ДУИ рекомендуется в качестве первоначального метода скрининга, поскольку оно обладает высокой чувствительностью (69–90%) и специфичностью (89–100%). Дуговое ультразвуковое исследование (ДУС) измеряет переднезадний диаметр, а пиковая систолическая скорость, которая по крайней мере в четыре раза выше, чем у несжатой вены, указывает на некомпрессионный синдром.

### КТ и МРТ
Впоследствии можно использовать КТ и МРТ для подтверждения компрессии АА и ВБА с комплексными измерениями брюшной сосудистой сети. На снимках КТ часто можно увидеть «симптом клюва» из-за компрессии ЛПЖ. Однако КТ и МРТ не могут продемонстрировать поток крови в сдавленной вене. Эти два метода могут быть использованы для подтверждения других признаков некроза яичников, таких как обратный приток крови в яичниковые вены.

### Венография
Если необходимо дополнительное подтверждение, в качестве золотого стандарта диагностики синдрома щелкунчика используется венография. Средний градиент ренокавального оттока >3 мм рт. ст. считается диагностическим. Хотя этот метод продолжает оставаться золотым стандартом, значения у здоровых людей могут значительно различаться, что приводит к тому, что некоторые измерения у пациентов с NCS будут аналогичны измерениям у здоровых людей. Это может быть отчасти связано с компенсаторными механизмами в сосудистой системе в результате повышенного артериального давления. Инвазивный характер процедуры является еще одним фактором, который следует учитывать при сравнении с ультразвуковым исследованием (DUS) и КТ/МРТ как методами визуализации.

### Дифференциальная диагностика
- Синдром тазового застоя
- Камни в почках
- Синдром Мей-Тернера
- Злокачественные новообразования мочеполовой системы
- Синдром гематурии с болью в пояснице [13]

## Уход
Лечение зависит от тяжести заболевания и симптомов. Помимо консервативных мер, более инвазивные методы лечения включают эндоваскулярное стентирование, реимплантацию почечной вены  и эмболизацию гонадной вены . Решение о консервативном и хирургическом лечении зависит от тяжести симптомов. Консервативное лечение применяется, если пациент — ребенок и гематурия легкая. Напротив, более серьезные симптомы, такие как снижение функции почек, боль в боку и анемия, лечатся хирургическим вмешательством.

### Консервативное (традиционное) лечение
Консервативное лечение рекомендуется у детей, поскольку дальнейший рост может привести к увеличению ткани в области развилки между верхней брыжеечной артерией и наружной артерией, что обеспечит пространство для беспрепятственного прохождения крови по левому венозному руслу. Лечение в этом случае заключается в увеличении веса с целью наращивания большего количества жировой ткани и уменьшения компрессии. Венозная кровь также может быть направлена в вены, образованные в результате более высокого кровяного давления, что может способствовать облегчению симптомов у людей по мере их старения. Было установлено, что у 75% пациентов-подростков симптомы исчезли через два года. Лекарства, снижающие артериальное давление, такие как ингибиторы АПФ, также могут использоваться для уменьшения протеинурии.

### Хирургическое лечение

#### Открытые и лапароскопические операции
Существует несколько различных процедур для управления NCS, включая:
- Транспозиция LRV: LRV перемещается выше в брюшную полость и реимплантируется в нижнюю полую вену (НПВ), чтобы она больше не сдавливалась.[6]
- Транспозиция гонадных вен: гонадные вены соединяются с нижней полой веной (НПВ) для уменьшения количества крови, застаиваемой в малом тазу.[6]
- Ренокавальное шунтирование с подкожной веной: сегмент большой подкожной вены используется в качестве второго соединения между левой подкожной веной и нижней полой веной для снижения нарастания давления.[6]
- Аутотрансплантация почки: перенос почки из ее первоначального места в организме в другое место для предотвращения венозной компрессии.[6]

Транспозиция LRV является наиболее распространенной процедурой, за которой следует аутотрансплантация почки и шунтирование LRV. Во всех случаях открытых процедур данные для долгосрочного наблюдения ограничены. Что касается транспозиции LRV, большинство пациентов отметили улучшение симптомов через 70 месяцев после процедуры.
Лапароскопические процедуры включают лапароскопическое сплено-ренальное венозное шунтирование и лапароскопическую транспозицию LRV-IVC. Они встречаются реже, чем открытые процедуры, но результаты таких процедур аналогичны результатам открытых процедур. Хотя роботизированная хирургия возможна, данные о роботизированных процедурах относительно результатов и экономической эффективности ограничены.

#### Эндоваскулярные процедуры
Эндоваскулярные вмешательства подразумевают использование стентов для улучшения кровотока в области сдавления ЛПЖ. После катетеризации проводится венография для визуализации сосудистой сети, которая может подтвердить диагноз NCS перед стентированием. После стентирования у 97% пациентов наблюдалось улучшение симптомов к шестому месяцу после процедуры, а долгосрочное наблюдение не выявило рецидива симптомов через 66 месяцев. Хотя это менее инвазивно, риски включают неправильное размещение стента, а также смещение стента и его миграцию в правое предсердие. Кроме того, после стентирования пациенты должны проходить антикоагулянтную терапию в течение трех месяцев.

## См также
- Варикоцеле
- Синдром Мей-Тернера